# Klaus Ramm
Klaus Ramm (* 15. November 1939 in Hamburg-Altona) ist ein deutscher Literaturwissenschaftler und Verleger.

## Leben
Klaus Ramm studierte Germanistik, Philosophie, Psychologie in Graz, Tübingen, Berlin, Kiel und Würzburg und wurde 1969 mit einer Dissertation über Franz Kafka promoviert. Von 1969 bis 1972 war er Lektor für die deutschsprachige Literatur im Hermann Luchterhand Verlag in Neuwied und Darmstadt, wo er in Zusammenarbeit mit der Deutschen Grammophon das Programm um eine Schallplattenreihe mit Lesungen, Hörspielen und phonetischer Poesie erweiterte. Nach einer Tätigkeit als wissenschaftlicher Assistent an der neugegründeten Universität Bielefeld lehrte er dort von 1976 bis 2003 als Professor für Literaturwissenschaft, Literaturkritik und Medienkunde; Schwerpunkte seiner Tätigkeit waren die deutsche Literatur des 20. Jahrhunderts, die visuelle und die akustische Literatur sowie die Ästhetik und Geschichte des Hörspiels. Daneben arbeitete er als Literaturkritiker für den Rundfunk und das Fernsehen.
Seit 1974 führt Ramm einen Einmann-Verlag mit avancierter Literatur (Carlfriedrich Claus, Gunter Falk, Hartmut Geerken, Jochen Gerz, Ludwig Harig, Franz Mon, Oskar Pastior); für das Programm und die Buchgestaltung erhielt er 1985 den mit 50 000 DM dotierten ZEIT-Preis für kleine Verlage.
Gemeinsam mit Jörg Drews und Hartmut Geerken gab Ramm von 1977 bis 2012 die Reihe Frühe Texte der Moderne mit Werken vergessener und verschollener Autoren des frühen 20. Jahrhunderts heraus.
Von 1978 bis 2002 leitete Ramm (im Wechsel mit Jörg Drews) das Bielefelder Colloquium Neue Poesie. 1977 bis 2009 war er Mitglied und (ab 1999) Vorsitzender der Jury des Karl-Sczuka-Preises.
Er war 1992 Gründungsmitglied der Freien Akademie der Künste zu Leipzig. Seit 2012 ist Klaus Ramm Mitglied der Freien Akademie der Künste in Hamburg.
Bis 2014 war er Vorsitzender des Stiftungsrats der Oskar Pastior Stiftung, die er nach einer testamentarischen Verfügung Oskar Pastiors 2006 bis 2008 eingerichtet hatte.

## Auswahlbibliographie
Bücher / Hörbücher
- Reduktion als Erzählprinzip bei Kafka. Frankfurt a. M.: Athenäum-Verlag, Frankfurt a. M. 1971
- Franz Jung: Gott verschläft die Zeit. Frühe Prosa. Hg. v. Klaus Ramm. München: edition text + kritik 1976 (= Frühe Texte der Moderne)
- Oskar Pastior: Jalousien aufgemacht. Ein Lesebuch. Hg. v. Klaus Ramm. München: Carl Hanser Verlag 1987
- Oskar Pastior: Speckturm. 12 × 5 Intonationen zu Gedichten von Charles Baudelaire. Aus dem Nachlaß hg. v. Klaus Ramm. München: Der Hörverlag 2007
- Oskar Pastior: Die letzte Lesart. Eine Rekonstruktion der Büchner-Preis-Lesung mit Zwischentexten von Klaus Ramm. München: Der Hörverlag 2007
- Die Stimme ist ganz Ohr. Ein Radio-Essay zu den Lautprozessen von Carlfriedrich Claus. München: intermedium records 2009 (= Carlfriedrich Claus: Basale Sprech-Operationsräjume CD 2)
- Helmut Heißenbüttel: Zur Lockerung der Perspektive. 5 x 13 Literaturkritiken. Ausgewählt und hg. v. Klaus Ramm. Göttingen: Wallstein Verlag 2013 (= 92. Veröffentlichung der Deutschen Akademie für Sprache und Dichtung, Darmstadt)

Fernsehfilme (Auswahl)
- „das a, das e, das i, das o, das u.“ Hör- und Leseproben aus der Konkreten Poesie. HR 1971
- Lars-Gustafsson-Porträt. ARD 1971
- Die abhängigen Lebensläufe eines unabhängigen Schriftstellers. Dieter Kühn. HR 1974
- Fußball und Literatur. ARD 1974
- Paul Wührs Rede. HR 1979

Radio-Essays (Auswahl)
- geschichte vom hören lernen. WDR 1977
- Über den Zusammenhang von Literaturkritik und literarischem Markt am Beispiel von Herbert Achternbusch. SDR 1977
- hörspiel ist ein doppelter Imperativ. Einfache Aufforderung, Jandl/Mayröcker zuzuhören. NDR 1977
- Hörspielmacher Paul Wühr. WDR 1978
- Wie gegen eine endgültige Grenze anerzählen. Handlungs- und Gedankenführung bei Franz Kafka . SDR 1979
- Zehrt das Ohr vom Ohr das zehrt. Über die verschlungene Akustik in der Poesie Oskar Pastiors. WDR 1988
- Hörspieljahrgang 1968. NDR 1988
- Damals vor Graz. Das Röcheln der Mona Lisa. Autoren aus Österreich am Anfang des Neuen Hörspiels. ORF 1988
- Positionen des literarischen Hörspiels. 8 Folgen. WDR 1989
- Kikakoku Ekoralaps. Ein Abend phonetischer Poesie. RB 1990
- Das Hörbare und das Sagbare und umgekehrt. Gelegenheitsgedanken zu Helmut Heißenbüttels Hörspielen im Radio. BR 1991
- Bildgestöber vor wechselndem Ohr. Ein Radioessay zu den Hörspielen von Friederike Mayröcker. BR 1994
- unter der hand über das ohr unter die haut. Ein Radioessay zu den Hörspielen von Franz Mon. BR 1996
- Magische Reisen in die Umgebung des Radios. Ror Wolf – Porträt des Autors als Hörspielmacher. SWF 1997
- „das beginnt irgendwo hat kein ziel verläuft sich zieht kreise will nirgendwo ankommen & endet an einem beliebigen punkt“. Hartmut Geerkens Wege in die Radiokunst und sein Verschwinden darin. BR 1999
- „spürst du wie ich in dein ohr dringe“. Gerhard Rühm – Porträt des Autors als Hörspielmacher. SWR 2000
- Vom Wirklichkeitssinn in der Radiokunst. Eine Erinnerung an den Literaturkritiker Heinrich Vormweg und sein Engagement für das Hörspiel. SWR 2005
- Das Sprechen ist dem Gesprochenen fremd. Kleine Erinnerung an ein Stiefkind der Hörspielgeschichte. BR 2011
- Von der außergewöhnlichen Entstehungsgeschichte der „Zwei oder drei Porträts“ von Helmut Heißenbüttel. BR 2016
- Die Welt im Wort entdecken. Helmut Heißenbüttel – der Autor als Rezensent. BR 2016
- System und Sinnlichkeit. Ein Seitenblick auf Gerhard Rühms gesammelte Hörspiele. BR 2017

## Nachweise
1. ↑  Hans Peter Willberg: Buchkunst im Wandel. Die Entwicklung der Buchgestaltung in der Bundesrepublik Deutschland. Stiftung Buchkunst, Frankfurt a. M. 1984, S. 174–175.
2. ↑  Rolf Michaelis: ZEIT-Preis an Klaus Ramm. In: Die Zeit. Nr. 42/1985, 11. Oktober 1985.

| Personendaten    | Personendaten                      |
| ---------------- | ---------------------------------- |
| NAME             | Ramm, Klaus                        |
| KURZBESCHREIBUNG | deutscher Literaturwissenschaftler |
| GEBURTSDATUM     | 15. November 1939                  |
| GEBURTSORT       | Hamburg                            |